# Carlos Varela En Vivo
Carlos Varela En Vivo es un álbum del cantante cubano Carlos Varela grabado en directo en el Teatro Karl Marx. Se puso a la venta en 1991, a los dos años del debut discográfico del autor con Jalisco Park. Contiene 6 canciones antes incluidas en su primer disco y 2 («Todos se roban» y «Cuchilla en la acera») incluidas más tarde en Monedas al aire (1992)

## Canciones
1. «Todos se roban»
2. «Guillermo Tell»
3. «Soy un gnomo»
4. «Memorias»
5. «Tropicollage»
6. «Jaque Mate»
7. «Bulevar»
8. «Cuchilla en la acera»

- Datos: Q5752044